# Bondstorp
Bondstorp är en ort i Vaggeryds kommun och kyrkby i Bondstorps socken. Sedan 2015 räknar SCB orten återigen som en egen tätort.
Bondstorp ligger vid Rasjön. Avståndet till centralorten Vaggeryd är 17 kilometer och till Jönköping är det cirka 26 kilometer.
I Bondstorp ligger Bondstorps kyrka.

## Historia

### Administrativa tillhörigheter
Bondstorp är kyrkby i Bondstorps socken. I samband med kommunreformen 1863 bildade socknen Bondstorps landskommun. I samband med kommunreformen 1952 uppgick Bondstorps landskommun i den nybildade köpingen Vaggeryd som i samband med kommunreformen 1971 bildade Vaggeryds kommun, vilken Bondstorp har tillhört sedan dess.

### Befolkningsutveckling
| Befolkningsutvecklingen i Bondstorp 1990–2020                         | Befolkningsutvecklingen i Bondstorp 1990–2020 | Befolkningsutvecklingen i Bondstorp 1990–2020 | Befolkningsutvecklingen i Bondstorp 1990–2020 | Befolkningsutvecklingen i Bondstorp 1990–2020 |
| --------------------------------------------------------------------- | --------------------------------------------- | --------------------------------------------- | --------------------------------------------- | --------------------------------------------- |
|                                                                       |                                               |                                               |                                               |                                               |
| År                                                                    |                                               |                                               | Folkmängd                                     | Areal (ha)                                    |
| 1990                                                                  | 1990                                          |                                               | 223                                           | 30#                                           |
| 1995                                                                  | 1995                                          |                                               | 203                                           | 33                                            |
| 2000                                                                  | 2000                                          |                                               | 184                                           | 34#                                           |
| 2005                                                                  | 2005                                          |                                               | 182                                           | 35#                                           |
| 2010                                                                  | 2010                                          |                                               | 175                                           | 35#                                           |
| 2015                                                                  | 2015                                          |                                               | 218                                           | 56                                            |
| 2020                                                                  | 2020                                          |                                               | 230                                           | 57                                            |
| Anm.: Ny tätort 1995. Ej tätort 2000. Åter tätort 2015. # Som småort. |                                               |                                               |                                               |                                               |